# Pelophylax lessonae
La rana verde centroeuropea (Pelophylax lessonae) es una especie de anuro de la familia Ranidae.

## Distribución
Presente en Europa central desde los Urales hasta Francia excepto las penínsulas Ibérica y Balcánica.
Ha sido introducida en Cáceres y otras localidades de España y reintroducida en Gran Bretaña tras su extinción local.
Se localiza desde el nivel del mar hasta 1.550 m en la parte sur de su distribución.

## Descripción
Es una rana pequeña, los adultos miden de 4.5 a 7 cm, que se parece morfológicamente a Pelophylax ridibundus, por lo que a veces es difícil distinguirlas.

## Hábitat
Vive en los cuerpo de agua dulce ricos en vetegación ribereña.

## Amenazas
Están sometidas a las mismas presiones que el resto de especies de su género. Desaparición de los hábitats adecuados para su reproducción, fragmentación del hábitat, insecticidas.

## Etimología
Esta especie fue denominada por Lorenzo Cameranoen 1882 en honor de su maestro Michele Lessona, médico y conocido zoólogo italiano (1823-1894).,

## Publicación original
- Camerano, 1882 "1881" : Recherches sur les variations de la Rana esculenta et du Bufo viridis dans le Bassin de la Méditerranée. Comptes Rendus de l'Association Française pour l'Avancement des Sciences, Paris, vol. 10, p. 680-690 (texto íntegro).

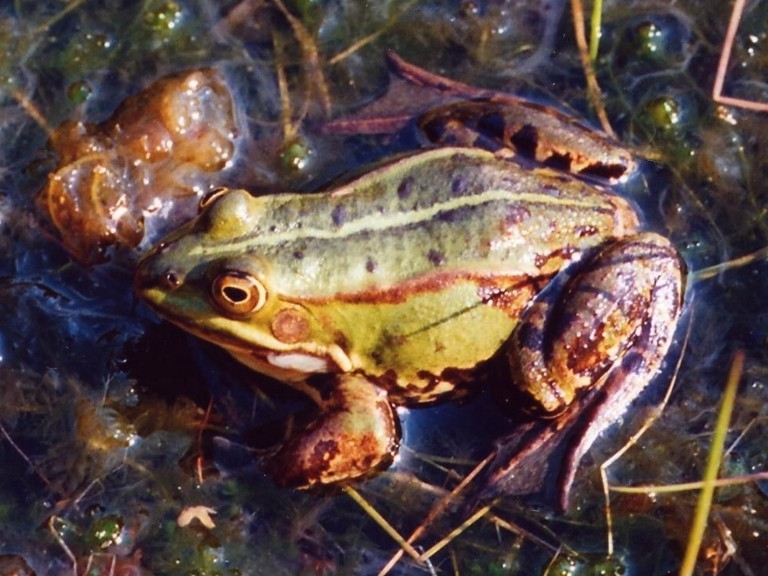
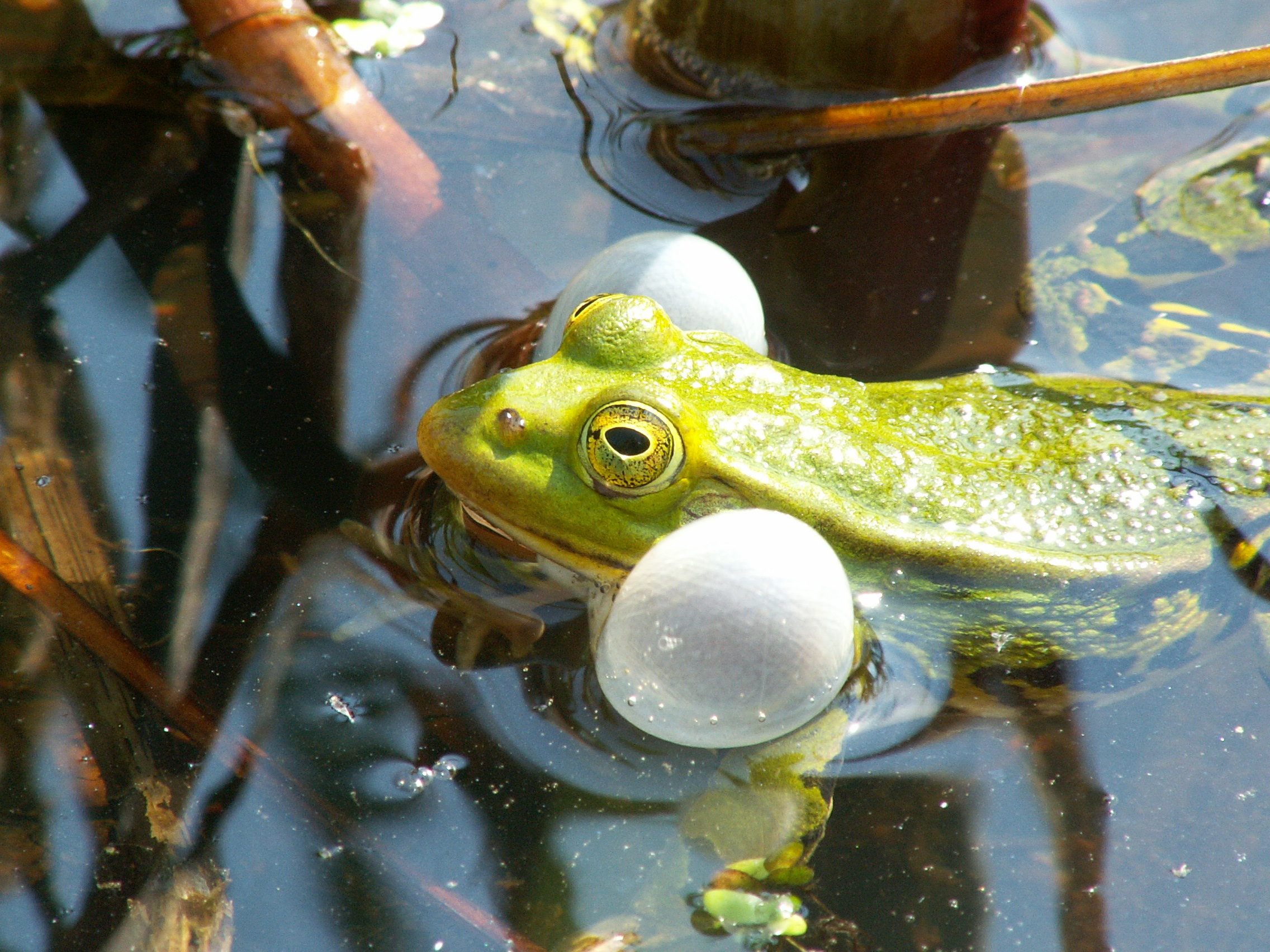
macho con sacos bucales extendidos
- machos croando a coro
- machos en amplexo croando
- macho croando